# روجر جونز (لاعب كرة قدم أمريكية)
روجر جونز (بالإنجليزية: Roger Jones)‏ هو لاعب كرة قدم أمريكية أمريكي، ولد في 22 أبريل 1969 في كليفلاند في الولايات المتحدة.

## وصلات خارجية
- روجر جونز على موقع مرجع كرة القدم المحترفة.كوم (الإنجليزية)